# Chemilli
Chemilli est une commune française, située dans le département de l'Orne en région Normandie, peuplée de 173 habitants.

## Géographie
La commune est aux confins du Perche et du Saosnois. Son petit bourg est à 7 km à l'est de Mamers, à 9,5 km à l'ouest de Bellême et à 10 km au sud de Pervenchères.
| Suré           | La Perrière                             | Origny-le-Butin           |
| Suré           | Chemilli                                | Origny-le-Butin, Vaunoise |
| Origny-le-Roux | Origny-le-Roux, Saint-Fulgent-des-Ormes | Vaunoise                  |

### Hydrographie
La commune est située dans le bassin Loire-Bretagne. Elle est drainée par un bras du clinchamps, le Clinchamps, le ruisseau du Plessis et  et un autre petit cours d'eau.

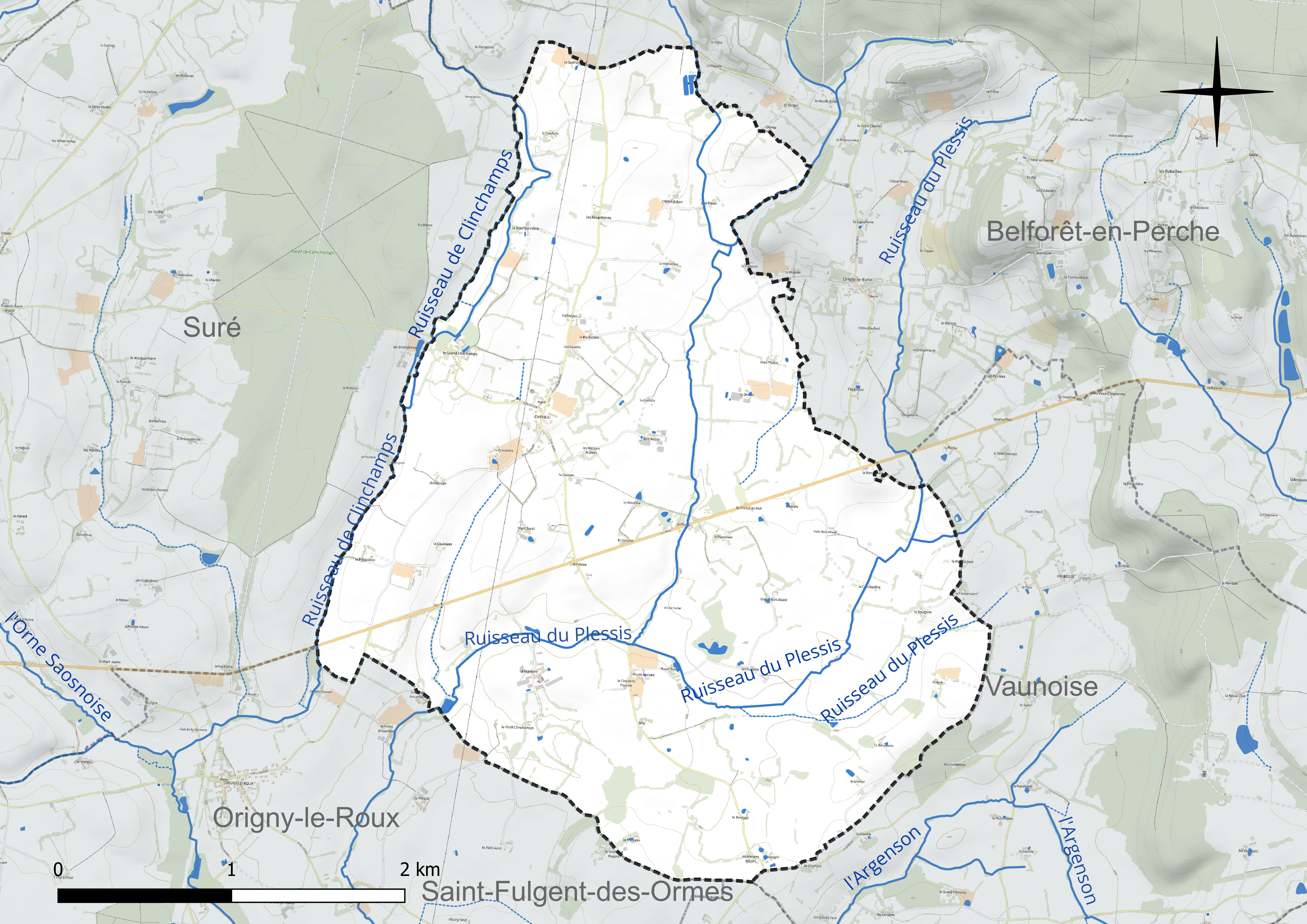
Réseau hydrographique de Chemilli.

### Climat
Pour des articles plus généraux, voir Climat de la Normandie et Climat de l'Orne.
En 2010, le climat de la commune est de type climat océanique dégradé des plaines du Centre et du Nord, selon une étude du CNRS s'appuyant sur une série de données couvrant la période 1971-2000. En 2020, Météo-France publie une typologie des climats de la France métropolitaine dans laquelle la commune est exposée à un climat océanique altéré et est dans la région climatique Normandie (Cotentin, Orne), caractérisée par une pluviométrie relativement élevée (850 mm/a) et un été frais (15,5 °C) et venté. Parallèlement le GIEC normand, un groupe régional d’experts sur le climat, différencie quant à lui, dans une étude de 2020, trois grands types de climats pour la région Normandie, nuancés à une échelle plus fine par les facteurs géographiques locaux. La commune est, selon ce zonage, exposée à un « climat contrasté des collines », correspondant au Pays d'Ouche et au Perche et bénéficiant d’un caractère continental affirmé avec des précipitations atténuées et des amplitudes thermiques fortes.
Pour la période 1971-2000, la température annuelle moyenne est de 10,7 °C, avec une amplitude thermique annuelle de 14,1 °C. Le cumul annuel moyen de précipitations est de 723 mm, avec 11,9 jours de précipitations en janvier et 7,4 jours en juillet. Pour la période 1991-2020, la température moyenne annuelle observée sur la station météorologique la plus proche, située sur la commune de Saint-Martin-du-Vieux-Bellême à 8 km à vol d'oiseau, est de 11,4 °C et le cumul annuel moyen de précipitations est de 810,0 mm,. Pour l'avenir, les paramètres climatiques de la commune estimés pour 2050 selon différents scénarios d’émission de gaz à effet de serre sont consultables sur un site dédié publié par Météo-France en novembre 2022.

## Urbanisme

### Typologie
Au 1er janvier 2024, Chemilli est catégorisée commune rurale à habitat très dispersé, selon la nouvelle grille communale de densité à sept niveaux définie par l'Insee en 2022.
Elle est située hors unité urbaine. Par ailleurs la commune fait partie de l'aire d'attraction de Mamers, dont elle est une commune de la couronne,. Cette aire, qui regroupe 21 communes, est catégorisée dans les aires de moins de 50 000 habitants,.

### Occupation des sols
L'occupation des sols de la commune, telle qu'elle ressort de la base de données européenne d’occupation biophysique des sols Corine Land Cover (CLC), est marquée par l'importance des territoires agricoles (100 % en 2018), une proportion identique à celle de 1990 (100 %).
La répartition détaillée en 2018 est la suivante : terres arables (83,2 %), prairies (16,8 %).
L'évolution de l’occupation des sols de la commune et de ses infrastructures peut être observée sur les différentes représentations cartographiques du territoire : la carte de Cassini (XVIIIe siècle), la carte d'état-major (1820-1866) et les cartes ou photos aériennes de l'IGN pour la période actuelle (1950 à aujourd'hui).

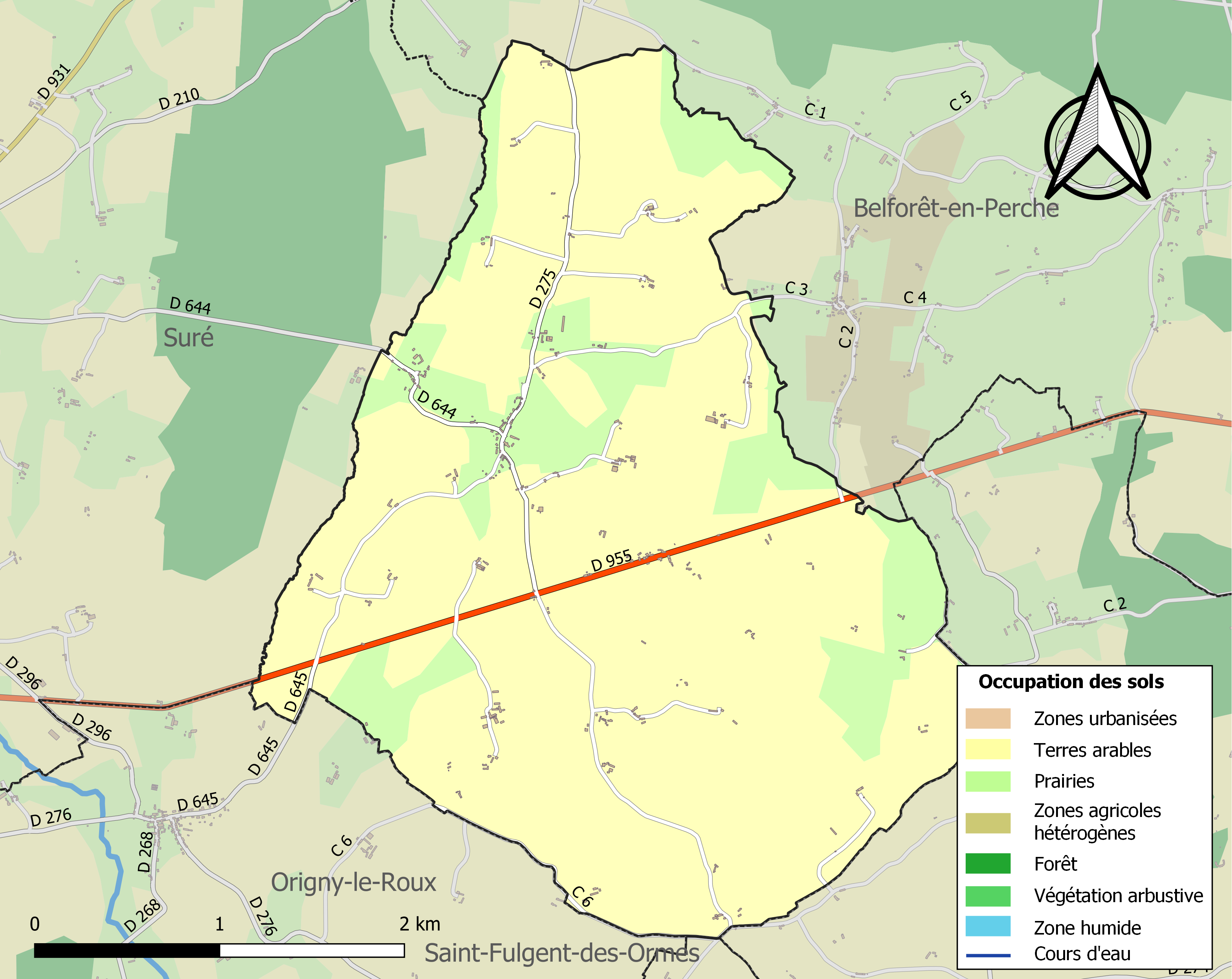
Carte des infrastructures et de l'occupation des sols de la commune en 2018 (CLC).

## Toponymie
Le nom de la localité est attesté sous la forme Chemilly en 1793.
Le toponyme est issu de l'anthroponyme roman Camillius, dérivé de  Camillus qui vient d'un nom commun grec désignant un jeune homme de noble condition qui assistait un prêtre lors des sacrifices, il a pu se transformer en surnom pour désigner une personne de petite taille.
Le gentilé est Chemillais.

## Politique et administration
| Période                                  | Période    | Identité        | Étiquette | Qualité                 |
| ---------------------------------------- | ---------- | --------------- | --------- | ----------------------- |
| juin 1995                                | avril 2014 | Josette Cordier | SE        | Acheteuse en plasturgie |
| avril 2014                               | En cours   | Anthony Savale  | SE        | Notaire                 |
| Les données manquantes sont à compléter. |            |                 |           |                         |

Le conseil municipal est composé de onze membres dont le maire et deux adjoints.

## Population et société

### Démographie
L'évolution du nombre d'habitants est connue à travers les recensements de la population effectués dans la commune depuis 1793. Pour les communes de moins de 10 000 habitants, une enquête de recensement portant sur toute la population est réalisée tous les cinq ans, les populations de référence des années intermédiaires étant quant à elles estimées par interpolation ou extrapolation. Pour la commune, le premier recensement exhaustif entrant dans le cadre du nouveau dispositif a été réalisé en 2005.
En 2022, la commune comptait 173 habitants, en évolution de −12,63 % par rapport à 2016 (Orne : −3,21 %, France hors Mayotte : +2,11 %).
Chemilli a compté jusqu'à 904 habitants en 1836.
| 1793 | 1800 | 1806 | 1821 | 1836 | 1841 | 1846 | 1851 | 1856 |
| ---- | ---- | ---- | ---- | ---- | ---- | ---- | ---- | ---- |
| 681  | 667  | 783  | 822  | 904  | 855  | 826  | 809  | 753  |

| 1861 | 1866 | 1872 | 1876 | 1881 | 1886 | 1891 | 1896 | 1901 |
| ---- | ---- | ---- | ---- | ---- | ---- | ---- | ---- | ---- |
| 693  | 700  | 660  | 643  | 588  | 576  | 530  | 484  | 494  |

| 1906 | 1911 | 1921 | 1926 | 1931 | 1936 | 1946 | 1954 | 1962 |
| ---- | ---- | ---- | ---- | ---- | ---- | ---- | ---- | ---- |
| 474  | 425  | 346  | 370  | 393  | 402  | 397  | 364  | 337  |

| 1968 | 1975 | 1982 | 1990 | 1999 | 2005 | 2006 | 2010 | 2015 |
| ---- | ---- | ---- | ---- | ---- | ---- | ---- | ---- | ---- |
| 288  | 226  | 232  | 239  | 235  | 242  | 240  | 217  | 197  |

| 2020 | 2022 | - | - | - | - | - | - | - |
| ---- | ---- | - | - | - | - | - | - | - |
| 179  | 173  | - | - | - | - | - | - | - |

### Manifestations culturelles et festivités
- Fête communale en juillet.

## Culture locale et patrimoine

### Lieux et monuments
- Église Saint-Germain du XIXe siècle. L'édifice est de style néogothique. Le clocher de l'église (construit début XVIIIe siècle) possède deux cloches.
- Site fossoyée de Clinchamps à 800 m à l'ouest-nord-ouest, au hameau éponyme, près du ruisseau, au lieu-dit la Motte-Gautier. La plate-forme fossoyée de plan quadrangulaire porte une maison forte. Le hameau occupe l'ancienne basse-cour[26] avec une chapelle castrale.

En 1098, la forteresse bâtie par Robert Talvas est assiégée et prise par Henri Ier comme toutes les autres places, du Perche et de Normandie, possessions des sires de Bellême. En 1117, le comte d'Anjou, Foulques V reprend le château. Il faudra huit jours au comte à la tête de cinq cent chevaliers pour prendre la place défendue par cent quarante soldats et l'utilisation de machines de siège lançant des « roches énormes » qui abattirent une partie des remparts,.
- Manoir de Silly de la fin du XVe siècle. L'édifice se présente sous la forme d'un logis rectangulaire flanqué d'une tour polygonale à usage d'escalier sur l'un de ses grands côtés[29].
- Manoir de la Grande Bourdonière.
- Jardins du Montperthuis, manoir de la Pillardière.

### Héraldique
| Blason de Chemilli | Blason  | Parti : au 1er d'azur à deux bourdons d'or passés en sautoir, au 2d d'argent à la bande ondée de gueules côtoyée de six merlettes du même posées à plomb, 3 et 3 ; le tout sommé d'un chef de sable chargé d'un massicot d'or. |
| Blason de Chemilli | Détails | Adopté le 17 novembre 2011. |